# Polyphylla devestita
Polyphylla devestita är en skalbaggsart som beskrevs av Young 1966. Polyphylla devestita ingår i släktet Polyphylla och familjen Melolonthidae. Inga underarter finns listade i Catalogue of Life.